# 堕落天使
『堕落天使 The Fallen Angles』（だらくてんし ザ・フォーリンエンジェルズ）は、1998年に彩京よりリリースされたアーケードゲーム。ジャンルは対戦型格闘ゲーム。

## 概要
隔絶され荒廃した街を舞台にしたダークな雰囲気や、緻密なグラフィックと滑らかなアニメーション、独特の世界観が特徴。
本作にはもりおかしんいちなど、SNKの『ザ・キング・オブ・ファイターズ』シリーズに関わったクリエイターが参加している。
開発スタッフの一人で、のちにK2の代表となる児玉光生は、開発期間が短く、十分なスタッフを確保できなかったため、納得のいく仕上がりにはならなかったものの、思い出深い作品だったと、2007年のジーパラドットコムとのインタビューの中で振り返っている。

## ストーリー
西暦2000年。大地震を伴う地殻変動により、都市は外界から完全に隔絶された。全ての機能の停止した街はゆっくりと荒廃し始め、やがて無法地帯へと変貌を遂げ、人々から皮肉をこめて「EDEN」と呼ばれるようになった。
それから10年後の西暦2010年、クールはEDENの不動産王・カルロスに戦いを挑んだ。

## システム
特徴的なものは以下の通り。
スイッチング
構えを変えることにより、通常技の動作が変化する。
ラッシングコンビネーション
一種のチェーンコンボであるが、キャラクターによって性質はかなり異なる。
エスケープダッシュ
無敵状態で前進する。動作中、追加入力でエスケープアタックが出せる。
他に、特殊操作でゲージを溜めてパワーアップ、挑発により相手のパワーゲージを減らすといったシステムが組み込まれている。
エンディング
各キャラクターのエンディングは存在せず、スタッフロールのみである。

## 登場キャラクター
クール
声 - 緑川光
本作の主人公。「チキン」と称する、待ち戦法を主体とする格闘スタイルを使う。
キャッチコピーは「第4区画の黒い翼」。
ハリー・ネス
声 - 郷里大輔
アメリカ海兵隊の軍人。EDENの暴動鎮圧部隊の隊長。マーシャルアーツの他に、両腕に装備した6発の小型ミサイルを用いる。
キャッチコピーは「恐れを知らぬ職業軍人」。
結蓮（ユイレン）
声 - 折笠愛
バー「風の魚」の歌姫。女性そのものの外見をしているが、実は男性である。スピードを生かした打撃技を得意とする。
キャッチコピーは「魅惑の歌姫」。結蘭の双子の兄。
結蘭（ユイラン）
声 - 大谷育江
バー「風の魚」のバーテン。兄を嫌い、男っぽい仕種や言動を取るようになった。関節技を得意とする。
キャッチコピーは「恍惚のバーテンダー」。結蓮の双子の妹。
タロウ
声 - 園部啓一
マシュウ老人に拾われ育てられた人造人間。その出生の謎にはカルロスが関係しているという。
キャッチコピーは「心優しき人造人間」。
鬼瓦寅男（おにがわら とらお）
声 - 秋元羊介
ハリーの格闘術の師匠である空手家。自らの鍛錬に打ち込むあまり、定職につかず浮浪者まがいの不潔な生活を送っている。
キャッチコピーは「空手バカ!!」。
ルチオ・ロッシ
声 - 堀川仁
暗黒街のボス、ワン・タイゼンに暗殺術を叩き込まれた少年。それ故にワンを激しく憎んでいる。
キャッチコピーは「暗黒街の臥龍」。
壬生灰児（みぶ はいじ）
声 - 関智一
カルロスによる人間兵器計画「ケースクラス」の唯一の生き残り。実験の後遺症で痛覚を持たない。
技名は日本のバンド、BLANKEY JET CITYの楽曲タイトルが元になっている。
キャッチコピーは「8番目の狂犬」。
トリガー
声 - 石井康嗣
本作の中ボス。カルロスの雇った殺し屋。拳銃を使った格闘術を用いる。
カルロス
声 - 小杉十郎太
本作の最終ボス。EDENの不動産王。日本刀を振り回して戦う。